# Ścinawka Średnia (gmina)
Ścinawka Średnia – dawna gmina wiejska istniejąca w latach 1973–1976 w woj. wrocławskim i woj. wałbrzyskim (dzisiejsze woj. dolnośląskie). Siedzibą władz gminy była Ścinawka Średnia.
Gmina Ścinawka Średnia została utworzona 1 stycznia 1973 w powiecie noworudzkim w woj. wrocławskim. W jej skład weszły obszary 6 sołectw: Raszków, Suszyna, Ścinawka Dolna, Ścinawka Górna, Ścinawka Średnia i Tłumaczów. 1 czerwca 1975 gmina weszła w skład nowo utworzonego woj. wałbrzyskiego.
2 lipca 1976 gmina została zniesiona przez połączenie jej terenów z dotychczasową gminą Radków w nową gminę Radków.